# 中国与世界贸易组织
中国与世界贸易组织（英语：China and the World Trade Organization）指中华人民共和国与世界贸易组织的关系。在部长级会议达成协议后，中国于2001年12月11日成为世界贸易组织成员。在承认这一点之前，双方进行了漫长的谈判，并且需要对中国经济进行重大改革。世贸组织的成员资格一直存在争议，对其它国家产生了重大的经济和政治影响(也被称为“中国冲击”) ，对世贸组织框架与中国经济模式之间的不匹配也存在争议。评估和执行合规已成为中美贸易关系中的问题，包括中国的不合规行为如何为本国经济创造利益。

## 背景
直到20世纪70年代，中国经济一直由中国共产党管理，计划经济体制使国家保持封闭。随着政治改革，中国在20世纪80年代初开始改革开放，并签署了一些区域贸易协定。中国获得了关贸总协定的观察员地位，并从1986年开始努力加入该组织。中国的目标是成为世界贸易组织的创始成员(这将使其成为世界经济大国)，但这一尝试遭到了挫败，因为美国、欧洲国家和日本要求中国首先改革各种关税政策。

## 准备工作
1997年亚洲金融危机后，中国出售或合并了许多不盈利的国有企业。1998年，中国对国务院进行了改革，大大减少了中华人民共和国国家发展和改革委员会的职权，增加了国家经济贸易委员会的职权。这一转变也与总理职位从李鹏到朱镕基的变动相对应，后者坚信中国需要更深层次的经济结构调整。自20世纪80年代以来，这些措施一直在实施，包括打击腐败和建立商会。
1999年世界贸易组织部长级会议和相关的1999年西雅图世贸组织抗议是中国加入前的倒数第二步。

## 美国的角色
美国和中华人民共和国直到1979年1月1日才建立正式外交关系，但中美贸易关系也受到1930年《斯姆特-霍利关税法案》的高关税税率的阻碍。在两国政府解决了1950年朝鲜战争以来的资产索赔问题后，美国国会于1980年暂时给予中国最惠国待遇。中美贸易仍然受到1974年杰克逊-瓦尼克修正案的阻碍，该修正案规定与美国的贸易取决于某些人权指标。
到1984年，美国已成为中国第三大贸易伙伴，中国成为美国第14大贸易伙伴。在美国国会听证会上，每年延长中国最惠国待遇的做法不断受到反华团体挑战。例如，美国从中国的进口在五年内几乎翻了一倍，从1996年的515亿美元增加到2001年的1020亿美元。美国纺织业游说国会，根据世贸组织《纺织品和服装协定》对中国纺织品征收关税。六四事件后，布什政府在对华投资、出口和其它贸易关系施加了行政和法律限制。
1992年克林顿总统任期开始时，128590行政命令将中国最惠国待遇的恢复与7项人权条件联系起来，其中包括“保护西藏土著宗教和文化”以及“让国际人权组织进入监狱”。一年后，克林顿改变了这一立场。在这十年中，中美关系面临的其它挑战包括对中国核间谍活动的调查，并产生了《考克斯报告》，台湾裔美国科学家李文和因未经证实的为中国从事间谍活动的指控而受到迫害，以及1999年美国轰炸中国驻南联盟大使馆事件。但在2001年9月乔治·沃克·布什发起反恐战争后，两国关系再次回暖。

## 条件
这些变化对中国来说是艰难的一步，因为与中国之前的经济战略相冲突。加入世贸组织意味着，中国将根据并非自己制定的规则参与全球竞争。中国的加入是“一项巨大的多边成就”。这标志着对多边主义的明确承诺。
当中国加入世贸组织时，它同意比其它发展中国家更为苛刻的条件。加入世界贸易组织(WTO)后，服务业大幅自由化，允许外商投资，并且对零售、批发和分销的限制终止。中国的银行、金融、保险和电信也向外国投资开放。此外，中国必须处理加入世贸组织所强调的透明度和知识产权有关问题。

## 非市场经济
根据中国加入世贸组织议定书第15条，中国被承认为非市场经济(NME)。这一地位允许在世贸组织内给予特殊待遇。这一地位设定为15年，在2016年之后一直存在争议。